# 五首民族風小品
五首民族風小品（德語：5 Stücke im Volkston），作品102，是罗伯特·舒曼作於1849年的作品，由大提琴、鋼琴所演奏。

## 背景

### 民謠精神
18、19世紀之交，歐洲開始興起民族主義，各地人民熱衷於自我與民族素材的搜羅，民謠音樂亦是其中一環。「藉由連結偉大的國族特色，使這些歌曲獲得了獨特的價值。」:2值得一提的是，尤其是在浪漫主義時期，認為「真正的」民謠應是來自民間，經受時間洗鍊，富有民族精神的作品，而非新作的音樂，其觀點和啟蒙時期又有所不同:3。在這樣的思路下，民謠和具備「民謠風」的創作也因此有所區別。
關於舒曼此曲的中譯方式，考慮到作者的國族認同與創作的時空環境，譯為「民族風小品」可能更為切合其原意:2。音樂學家主張，詮釋此類音樂尤其必須著重於其中的「隱藏內容」。

### 作曲
舒曼用了兩週時間完成作品。除了原本的大提琴版本之外，舒曼也作有部分的小提琴演奏版本，但並不完全。

## 分析
五首小品分別如下：
1. 幽默的（Mit Humor），A小調，
 拍
2. 緩慢的（Langsam），F大調，
 拍
3. 不太快，以豐厚的音演奏（Nicht schnell, mit viel Ton zu spielen），A小調-A大調，
 拍
4. 不太急促的（Nicht zu rasch），D大調，
 拍
5. 強而明確的（Stark und markirt），A小調，
 拍

在曲式上，所有小品皆是三段體，第五曲則特別使用輪旋曲式。
此套曲目另有「虛空的虛空」（Vanitas vanitatum）的副標題，語出舊約傳道書第一章第二節：「傳道者說：虛空的虛空、虛空的虛空。凡事都是虛空。」（vanitas vanitatum dixit Ecclesiastes vanitas vanitatum omnia vanitas）:9此語散見於部分版本的樂譜，反映了舒曼作此曲時的時空與心境。

## 外部連結
- 五首民謠風小品：国际乐谱典藏计划上的乐谱
- Muzikair，五首民謠風小品，作品Op. 102（線上聆聽）